# 拉濟爾基
50°4′59″N 32°38′57″E / 50.08306°N 32.64917°E
拉濟爾基（烏克蘭語：Лазірки）是位於烏克蘭中部波爾塔瓦州裏盧布尼區的村莊，處於斯利波里德河畔，面積9.96平方公里，海拔高度109米，2001年人口2,816。